# Резец (инструмент)
Резе́ц  — режущий инструмент, предназначен для обработки деталей различных размеров, форм, точности и материалов. Является основным инструментом, применяемым при токарных, строгальных и долбёжных работах (и на соответствующих станках).
Для достижения требуемых размеров, формы и точности изделия с заготовки снимаются (последовательно срезаются) слои материала при помощи резца. Жёстко закреплённые в станке резец и заготовка в результате относительного перемещения контактируют друг с другом, происходит врезание рабочего элемента резца в слой материала и последующее его срезание в виде стружки. Рабочий элемент резца представляет собой острую кромку (клин), который врезается в слой материала и деформирует его, после чего сжатый элемент материала скалывается и сдвигается передней поверхностью резца (поверхностью схода стружки). При дальнейшем продвижении резца процесс скалывания повторяется и из отдельных элементов образуется стружка. Вид стружки зависит от подачи станка, скорости вращения заготовки, материала заготовки, относительного расположения резца и заготовки, использования СОЖ и других причин.
В процессе работы резцы подвержены износу (режущие кромки притупляются, а у резцов с твердосплавными пластинками наблюдается выкрашивание режущей части), поэтому осуществляют их переточку.
Основные типы резцов в настоящее время стандартизованы.

## Элементы токарного резца
Ниже приведены элементы резца на примере токарного прямого проходного резца.
Токарный проходной резец состоит из следующих основных элементов:
- Рабочая часть (головка);
- Стержень (державка) — служит для закрепления резца на станке.

Рабочую часть резца образуют:
- Передняя поверхность — поверхность, по которой сходит стружка в процессе резания.
- Главная задняя поверхность — поверхность, обращённая к поверхности резания заготовки.
- Вспомогательная задняя поверхность — поверхность, обращённая к обработанной поверхности заготовки.
- Главная режущая кромка — линия пересечения передней и главной задней поверхностей.
- Вспомогательная режущая кромка — линия пересечения передней и вспомогательной задней поверхностей.
- Вершина резца — точка пересечения главной и вспомогательной режущих кромок.

### Углы резца и их назначения
Для определения углов резца установлены следующие плоскости:
- Плоскость резания — плоскость, касательная к поверхности резания и проходящая через главную режущую кромку.
- Основная плоскость — плоскость, параллельная направлениям подач (продольной и поперечной).
- Главная секущая плоскость — плоскость, перпендикулярная проекции главной режущей кромки на основную плоскость.
- Вспомогательная секущая плоскость — плоскость, перпендикулярная проекции вспомогательной режущей кромки на основную плоскость.

Главные углы измеряются в главной секущей плоскости. Сумма углов α+β+γ=90°.
- Главный задний угол α — угол между главной задней поверхностью резца и плоскостью резания. Служит для уменьшения трения между задней поверхностью резца и деталью. С увеличением заднего угла шероховатость обработанной поверхности уменьшается, но при большом заднем угле резец может сломаться. Следовательно чем мягче металл, тем больше должен быть угол.
- Угол заострения β — угол между передней и главной задней поверхностью резца. Влияет на прочность резца, которая повышается с увеличением угла.
- Главный передний угол γ — угол между передней поверхностью резца и плоскостью, перпендикулярной плоскости резания, проведённой через главную режущую кромку. Служит для уменьшения деформации срезаемого слоя. С увеличением переднего угла облегчается врезание резца в металл, уменьшается сила резания и расход мощности. Резцы с отрицательным γ применяют для обдирочных работ с ударной нагрузкой. Преимущество таких резцов на обдирочных работах заключается в том, что удары воспринимаются не режущей кромкой, а всей передней поверхностью.
- Угол резания δ=α+β.

Вспомогательные углы измеряются во вспомогательной секущей плоскости.
- Вспомогательный задний угол α1 — угол между вспомогательной задней поверхностью резца и плоскостью, проходящей через его вспомогательную режущую кромку перпендикулярно основной плоскости.
- Вспомогательный передний угол γ1 — угол между передней поверхностью резца и плоскостью, перпендикулярной плоскости резания, проведённой через вспомогательную режущую кромку
- Вспомогательный угол заострения β1 — угол между передней и вспомогательной задней плоскостью резца.
- Вспомогательный угол резания δ1=α1+β1.

Углы в плане измеряются в основной плоскости. Сумма углов φ+φ1+ε=180°.
- Главный угол в плане φ — угол между проекцией главной режущей кромки резца на основную плоскость и направлением его подачи. Влияет на стойкость резца и скорость резания. Чем меньше φ, тем выше его стойкость и допускаемая скорость резания. Однако при этом возрастает радиальная сила резания, что может привести к нежелательным вибрациям.
- Вспомогательный угол в плане φ1 — угол между проекцией вспомогательной режущей кромки резца на основную плоскость и направлением его подачи. Влияет на чистоту обработанной поверхности. С уменьшением φ1 улучшается чистота поверхности, но возрастает сила трения.
- Угол при вершине в плане ε — угол между проекциями главной и вспомогательной режущей кромкой резца на основную плоскость. Влияет на прочность резца, которая повышается с увеличением угла.

Угол наклона главной режущей кромки измеряется в плоскости, проходящей через главную режущую кромку перпендикулярно к основной плоскости.
- Угол наклона главной режущей кромки λ — угол между главной режущей кромкой и плоскостью, проведенной через вершину резца параллельно основной плоскости. Влияет на направление схода стружки.

#### Углы резца в процессе резания
При смещении резца относительно оси детали, а также при наличии движения подачи плоскость резания поворачивается, в связи с чем значения углов меняются.
Если вершину резца установить выше или ниже оси детали, то плоскость резания отклонится от вертикального положения на угол τ. При наружном точении с установкой резца выше оси детали действительный передний угол γсмещ увеличивается, а αсмещ уменьшается на угол τ. При внутреннем точении углы изменяются в обратном направлении.
При продольной подаче в результате вращательного движения детали и поступательного движения резца стружка срезается по винтовой поверхности. Плоскость резания при этом отклоняется от своего положения в статике на угол μ. Чем больше величина подачи, тем больше отклонение. Передний угол в кинематике γкин увеличивается, а αкин уменьшается на угол μ. При поперечной подаче поверхность резания будет представлять собой спираль, а задний угол будет уменьшаться с приближением резца к оси детали.
Действительную величину углов резца в главной секущей плоскости с учётом установки резца и кинематики процесса можно определить:
γд=γ+μ±τ
αд=α-μ±τ
На действительные углы резца влияет также износ передней и задней поверхностей резца.

## Классификация резцов
По направлению резцы бывают:
- Правые. Правым называется резец, у которого при наложении на него сверху ладони правой руки так, чтобы пальцы были направлены к его вершине, главная режущая кромка будет находиться под большим пальцем. На токарных станках эти резцы работают при подаче справа налево, то есть к передней бабке станка.
- Левые. Левым называется резец, у которого при наложении на него левой руки указанным выше способом главная режущая кромка окажется под большим пальцем.

По конструкции бывают:
- Прямые — резцы, у которых ось головки резца является продолжением или параллельна оси державки.
- Отогнутые — резцы, у которых ось головки резца наклонена вправо или влево от оси державки.
- Изогнутые — резцы, у которых ось державки при виде сбоку изогнута.
- Оттянутые — резцы, у которых рабочая часть (головка) уже державки.
- Конструкции токарей- и конструкторов-новаторов (частные случаи) и прочие.
  - Конструкции Трутнева — с отрицательным передним углом γ, для обработки весьма твердых материалов.
  - Конструкции Меркулова — с повышенной стойкостью.
  - Конструкции Невеженко — с повышенной стойкостью.
  - Конструкции Шумилина — с радиусной заточкой на передней поверхности, применяются на высоких скоростях обработки.
  - Конструкции Лакура — с повышенной виброустойчивостью, которая достигается тем, что главная режущая кромка расположена в одной плоскости с нейтральной осью стержня резца.
  - Конструкции Борткевича — имеет криволинейную переднюю поверхность, что обеспечивает завивание стружки и фаску, упрочняющую режущую кромку. Предназначен для получистовой и чистовой обработки стальных деталей, а также для обточки и подрезки торцов.
  - Расточный резец Семинского — высокопроизводительный расточный резец.
  - Расточный резец «улитка» Павлова — высокопроизводительный расточный резец.
  - Резьбонарезной резец Бирюкова.
  - Круглые чашечные самовращающиеся.

По сечению стержня бывают:
- прямоугольные.
- квадратные.
- круглые.

По способу изготовления бывают:
- цельные — это резцы, у которых головка и державка изготовлены из одного материала.
- составные — режущая часть резца выполняется в виде пластины, которая определённым образом крепится к державке из конструкционной углеродистой стали. Пластинки из твердого сплава и рапида припаиваются или крепятся механически.

По роду материала бывают:
- из инструментальной стали.
  - из углеродистой стали. Обозначение такой стали начинается с буквы У, её применяют при малых скоростях резания.
  - из легированной стали. Теплостойкость легированных сталей выше, чем у углеродистых и поэтому допустимые скорости резания для резцов из легированных сталей в 1,2-1,5 раза выше.
  - из быстрорежущей стали (высоколегированной). Обозначение такой стали начинается с буквы Р (Рапид), резцы из неё обладают повышенной производительностью.
- из твердого сплава. Резцы, оснащённые пластинками из твёрдых сплавов, позволяют применять более высокие скорости резания, чем резцы из быстрорежущей стали.
  - металлокерамические.
    - вольфрамовые. Сплавы группы ВК состоят из карбида вольфрама, сцементированного кобальтом.
    - титановольфрамовые. Сплавы группы ТК состоят из карбидов вольфрама и титана, сцементированных кобальтом.
    - титанотанталовольфрамовые. Сплавы группы ТТК состоят из карбидов вольфрама, титана и тантала, сцементированных кобальтом.

  - минералокерамические. Материалы на основе технического глинозема (Аl2O3) обладают высокой теплостойкостью, но в то же время и высокой хрупкостью, что ограничивает их широкое применение.
    - керметовые. Основой этих материалов является минералокерамика, но для снижения хрупкости в неё вводят металлы и карбиды металлов.
- эльборовые. На основе кубического нитрида бора.
- алмазные.

По характеру установки относительно обрабатываемой детали резцы могут быть двух типов:
- радиальные. Работают с установкой перпендикулярно оси обрабатываемой детали. Имеют широкое применение в промышленности за счет простоты своего крепления и более удобного выбора геометрических параметров режущей части.
- тангенциальные. При работе тангенциального резца усилие Рг направлено вдоль оси резца, благодаря чему тело резца не подвергается изгибу. Применяется главным образом на токарных автоматах и полуавтоматах, где основой является чистота обработки.

По характеру обработки бывают:
- обдирочные (черновые).
- чистовые. Чистовые резцы отличаются от черновых увеличенным радиусом закругления вершины, благодаря чему шероховатость обработанной поверхности уменьшается.
- резцы для тонкого точения.

### По виду обработки
По применяемости на станках резцы разделяются на
- токарные
- строгальные
- долбёжные

Резец, снимающий стружку при прямолинейном взаимном перемещении резца и материала, называется строгальным (при горизонтальном резании) или долбежным (при вертикальном). Характер работы строгального и долбежного резцов существенно отличается между собой. На строгальном оборудовании, резец в момент возврата опрокидывается электромагнитом, что исключает трение резца об заготовку, в долблении, стол долбёжного станка синхронно отводит резец от трения на выходе.

#### Токарные резцы
- проходные — для протачивания заготовок вдоль оси её вращения.
- подрезные — для подрезания уступов под прямым углом к основному направлению обтачивания или для выполнения торцевания.
- отрезные — для отрезки заготовок под прямым углом к оси вращения или для прорезания узких канавок под стопорное кольцо и др.
- расточные — для растачивания отверстий.
- фасочные — для снятия фасок.
- фасонные — для индивидуальных токарных работ. При обработке фасонных деталей обычные токарные резцы не обеспечивают точности получения профиля и малопроизводительны. В крупносерийном и массовом производстве в качестве основного вида режущего инструмента для обработки сложных деталей находят применение специальные фасонные резцы. Они обеспечивают идентичность формы (шаблона), точность размеров и высокую производительность.
- прорезные (канавочные) — для образования канавок на наружных и внутренних цилиндрических поверхностях.
- резьбонарезные — для нарезания резьб.

#### Строгальные и долбежные резцы
- проходные — для строгания верхней поверхности обрабатываемой детали;
- боковые — подрезные для строгания детали с боков;
- отрезные и прорезные — для разрезания детали и прорезания канавок;
- долбяки — долбёжные резцы для долбления внутренних шпоночных пазов в отверстиях или внутренних шлицов;

## ГОСТы
- ГОСТ 18868-73 — Резцы токарные проходные отогнутые с пластинами из быстрорежущей стали. Конструкция и размеры
- ГОСТ 18869-73 — Резцы токарные проходные прямые из быстрорежущей стали. Конструкция и размеры
- ГОСТ 18870-73 — Резцы токарные проходные упорные из быстрорежущей стали. Конструкция и размеры
- ГОСТ 18877-73 — Резцы токарные проходные отогнутые с пластинами из твердого сплава. Конструкция и размеры
- ГОСТ 18878-73 — Резцы токарные проходные прямые с пластинами из твердого сплава. Конструкция и размеры
- ГОСТ 18879-73 — Резцы токарные проходные упорные с пластинами из твердого сплава. Конструкция и размеры
- ГОСТ 18871-73 — Резцы токарные подрезные торцовые с пластинками из быстрорежущей стали. Конструкция и размеры
- ГОСТ 18880-73 — Резцы токарные подрезные отогнутые с пластинами из твердого сплава. Конструкция и размеры
- ГОСТ 26611-85 — Резцы токарные проходные, подрезные и копировальные с креплением сменных пластин прихватом сверху. Конструкция и размеры
- ГОСТ 28980-91 — Резцы токарные проходные и подрезные со сменными режущими пластинами из сверхтвердых материалов. Типы и основные размеры
- ГОСТ 29132-91 — Резцы токарные проходные, подрезные и копировальные со сменными многогранными пластинами. Типы и размеры

- ГОСТ 9795-84 — Резцы расточные державочные с пластинами из твердого сплава. Конструкция и размеры
- ГОСТ 10044-73 — Резцы расточные державочные из быстрорежущей стали. Конструкция и размеры
- ГОСТ 18872-73 — Резцы токарные расточные из быстрорежущей стали для обработки сквозных отверстий. Конструкция и размеры
- ГОСТ 18873-73 — Резцы токарные расточные из быстрорежущей стали для обработки глухих отверстий. Конструкция и размеры
- ГОСТ 18882-73 — Резцы токарные расточные с пластинами из твердого сплава для обработки сквозных отверстий. Конструкция и размеры
- ГОСТ 18883-73 — Резцы токарные расточные с пластинами из твердого сплава для обработки глухих отверстий. Конструкция и размеры
- ГОСТ 20874-75 — Резцы токарные сборные расточные с механическим креплением многогранных твердосплавных пластин. Конструкция и размеры
- ГОСТ 25987-83 — Резцы расточные с твердосплавными пластинами с цилиндрическим хвостовиком для координатно-расточных станков. Типы и основные размеры
- ГОСТ 26612-85 — Резцы расточные с креплением сменных пластин прихватом сверху. Конструкция и размеры
- ГОСТ 28101-2015 — Резцы расточные со сменными режущими пластинами. Типы и основные размеры
- ГОСТ 28981-91 — Резцы токарные расточные со сменными режущими пластинами из сверхтвердых материалов. Типы и основные размеры
- ГОСТ 34010-2016 — Резцы расточные цельные твердосплавные со стальным хвостовиком. Типы и размеры
- ГОСТ Р 50026-92 — Резцы токарные расточные с твердосплавными пластинами. Типы и размеры

- ГОСТ 18874-73 — Резцы токарные прорезные и отрезные из быстрорежущей стали. Конструкция и размеры
- ГОСТ 18884-73 — Резцы токарные отрезные с пластинами из твердого сплава. Конструкция и размеры
- ГОСТ 28978-91 — Резцы токарные пластинчатые сборные прорезные и отрезные. Типы и основные размеры

- ГОСТ 18876-73 — Резцы токарные резьбовые с пластинками из быстрорежущей стали. Конструкция и размеры
- ГОСТ 18885-73 — Резцы токарные резьбовые с пластинами из твердого сплава. Конструкция и размеры

- ГОСТ 10046-72 — Резцы долбежные из быстрорежущей стали. Конструкция и размеры
- ГОСТ 18887-73 — Резцы строгальные проходные изогнутые с пластинами из быстрорежущей стали. Конструкция и размеры
- ГОСТ 18888-73 — Резцы строгальные чистовые широкие изогнутые с пластинами из быстрорежущей стали. Конструкция и размеры
- ГОСТ 18889-73 — Резцы строгальные подрезные прямые и изогнутые с пластинами из быстрорежущей стали. Конструкция и размеры
- ГОСТ 18890-73 — Резцы строгальные отрезные и прорезные изогнутые с пластинами из быстрорежущей стали. Конструкция и размеры
- ГОСТ 18891-73 — Резцы строгальные проходные с пластинами из твердого сплава. Конструкция и размеры
- ГОСТ 18892-73 — Резцы строгальные чистовые широкие изогнутые с пластинами из твердого сплава. Конструкция и размеры
- ГОСТ 18893-73 — Резцы строгальные подрезные с пластинами из твердого сплава. Конструкция и размеры
- ГОСТ 18894-73 — Резцы строгальные отрезные и прорезные изогнутые с пластинами из твердого сплава. Конструкция и размеры

- ГОСТ 18875-73 — Резцы токарные фасочные из быстрорежущей стали. Конструкция и размеры
- ГОСТ 18881-73 — Резцы токарные чистовые широкие с пластинами из твердого сплава. Конструкция и размеры
- ГОСТ 20872-80 — Резцы токарные сборные для контурного точения с механическим креплением многогранных твердосплавных пластин.
- ГОСТ 24905-81 — Резцы к зуборезным головкам для прямозубых конических колес. Конструкция и размеры
- ГОСТ 24996-81 — Резцы токарные с механическим креплением сменных пластин, закрепляемых качающимся штифтом. Типы и основные размеры
- ГОСТ 29133-91 — Резцы-вставки регулируемые типа А со сменными многогранными пластинами. Типы и размеры

- ГОСТ 5392-80 — Резцы зубострогальные для прямозубых конических колес. Технические условия
- ГОСТ 5688-2015 — Резцы с твердосплавными пластинами. Технические условия
- ГОСТ 10047-62 — Резцы из быстрорежущей стали. Технические условия
- ГОСТ 13297-86 — Резцы и вставки алмазные. Технические условия
- ГОСТ 17368-79 — Резцы алмазные для профилирования червячных шлифовальных кругов. Технические условия
- ГОСТ 18064-2016 — Резцы расточные цельные твердосплавные со стальным хвостовиком. Технические условия
- ГОСТ 26613-2016 — Резцы токарные с механическим креплением сменных многогранных пластин. Технические условия
- ГОСТ Р 50300-92 — Резцы токарные со сменными режущими пластинами из сверхтвердых материалов. Технические условия

- ГОСТ 26476-85 — Резцы токарные и резцы-вставки с механическим креплением режущих сменных многогранных пластин. Обозначения
- ГОСТ ISO 5609-2015 — Резцы расточные с механическим креплением сменных многогранных пластин. Обозначения

## Заточкаи доводка резцов
Износ резцов по времени можно разделить на три периода. В первый период наблюдается усиленный износ — это приработка, стирание микронеровностей на поверхности режущей части, оставшихся после предыдущей заточки инструмента. Во второй период наблюдается нормальный износ — это большая часть времени работы резца. В третьем периоде наступает катастрофический износ. Для рационального использования инструмента необходимо в конце второго периода произвести его переточку.
Эффективная заточка и доводка резцов достигается правильным выбором абразивного материала, уровнем технологии и контроля. Чтобы заточить резец необходим материал более твёрдый чем материал инструмента. Таким материалом является абразив — зёрна твёрдых минералов. Шлифовальные круги состоят из абразивов скреплённых специальной связкой и могут иметь различную структуру. Она определяется процентным соотношением и взаимным расположением зёрен, связки и пор в массе круга. При заточке резцов применяют круги со средней (номера 6—10) или открытой (номера 11—18) структурой. Для заточки твердосплавных резцов применяют алмазные круги. Заточка и доводка резцов осуществляется на различных типах заточных станков.
При заточке новых резцов, как правило, сначала затачивают задние поверхности, а затем передние. Передние поверхности обрабатывают в две операции: 1) предварительная заточка по всей поверхности под углом напайки пластины на державку 2) окончательная заточка по ограниченному участку передней грани под углом γ (заточка фаски). Форма передней поверхности резцов зависит от обрабатываемого материала, режимов резания и материала режущей части. Заточка фаски (0,2…0,3 мм) вдоль главной режущей кромки усиливает её. Криволинейная заточка по радиусу вдоль главной режущей кромки облегчает деформацию и отвод стружки. Радиусные канавки на передней поверхности вытачивают для обламывания или завивания стружки. Заточка задней вспомогательной поверхности производится в три операции: 1) 12° 2) 10° 3) 8°. В завершении производят заточку вершины резца по радиусу.
Для повышения стойкости режущих инструментов, после заточки производят их доводку. Она улучшает чистоту заточенной поверхности, удаляет слой с дефектами, образовавшийся при заточке.
Углы заточки резцов для дерева и металла отличаются